# Academia sinica

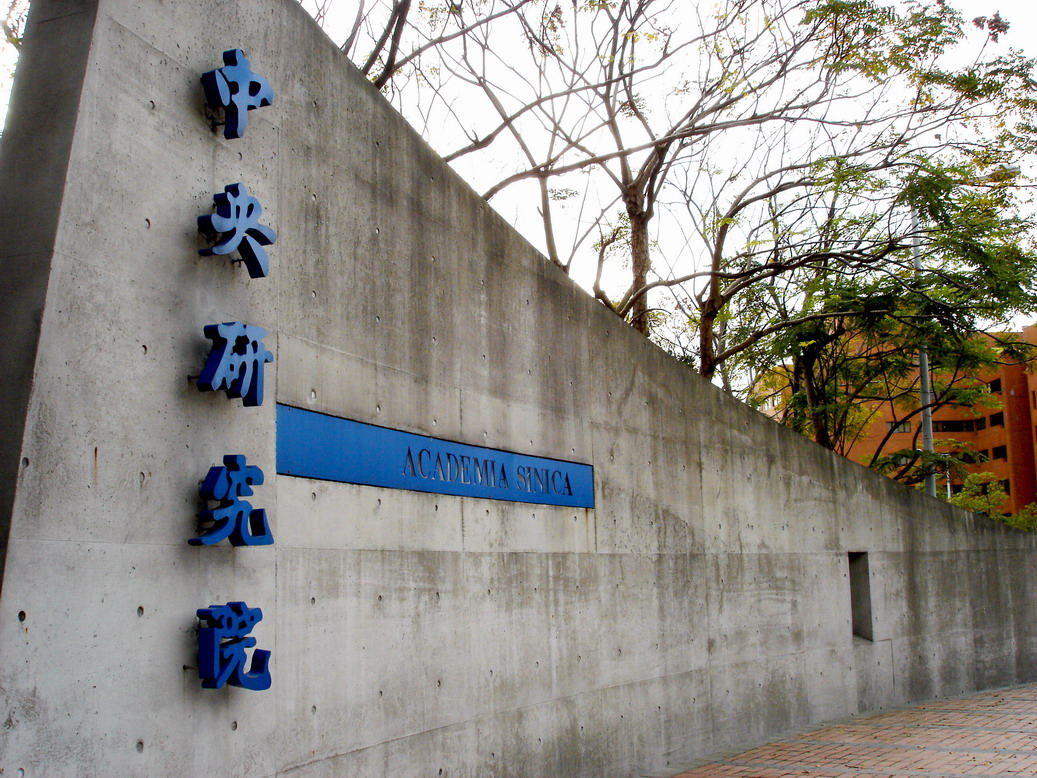
L'entrée de l'académie

Pour les articles homonymes, voir Academia (homonymie).
L'Academia sinica (en français : Académie chinoise, chinois 中央研究院 ; pinyin Zhōngyāng Yánjiūyuàn) est l'académie nationale de la république de Chine (Taïwan). Elle a été fondée en 1928 et siège à Taipei depuis la séparation entre la république de Chine, installée sur l'île de Taïwan, et la république populaire de Chine occupant le territoire de la Chine continentale, ce lors de la fondation de la république populaire de Chine, à Pékin le 1er octobre 1949.

## Historique

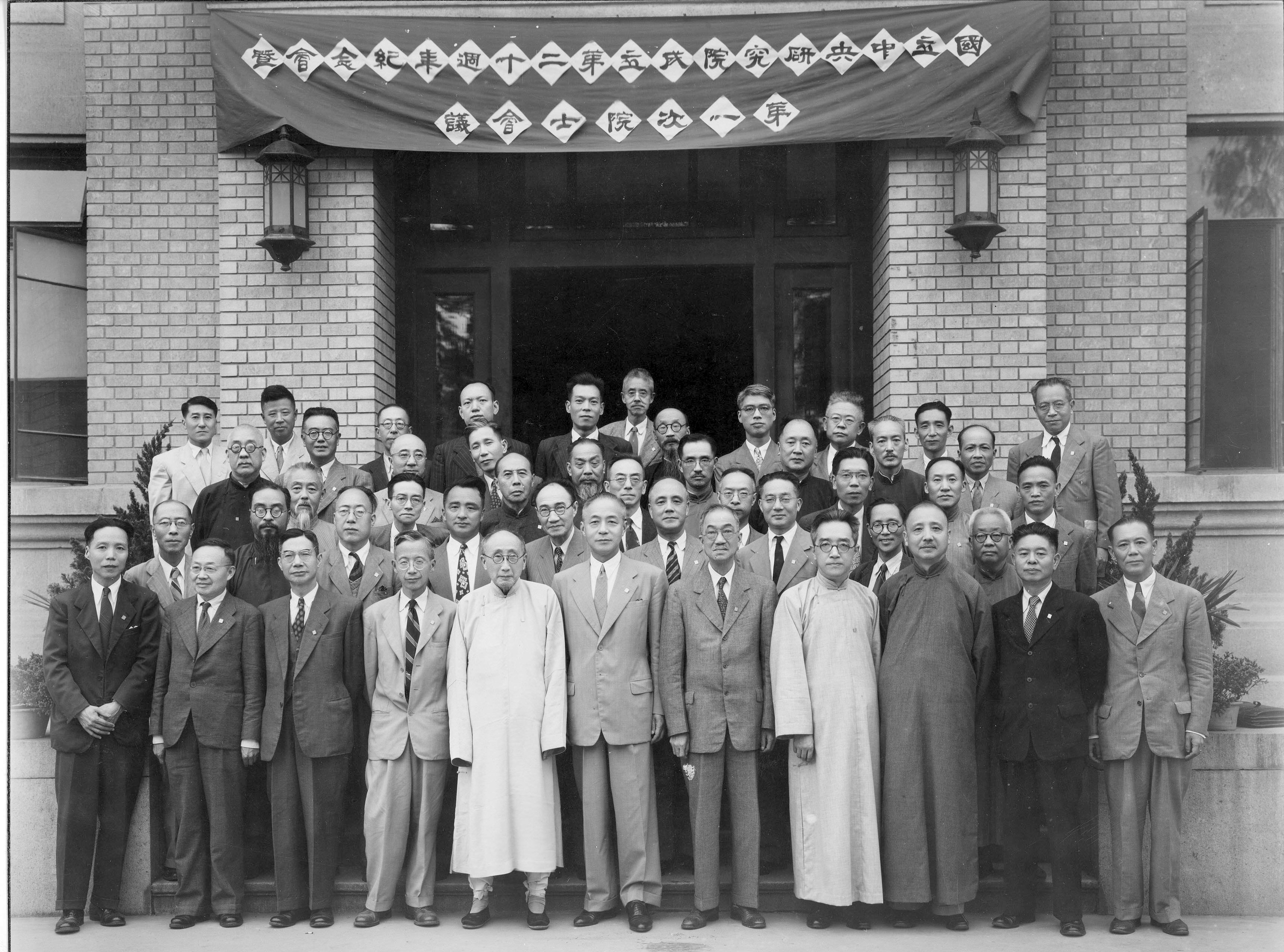
L'Academia sinica en 1948.

Fondée en 1928 en Chine continentale, l'Academia sinica siège à Taipei à partir de 1949.
Une antenne du Centre d'études français sur la Chine contemporaine, unité française de recherche à l'étranger sous l'égide du CNRS et du ministère des Affaires étrangères est adossée à l'Academia sinica.